# Angonyx testacea
Angonyx testacea is een vlinder uit de familie van de pijlstaarten (Sphingidae). De wetenschappelijke naam van de soort werd in 1856 gepubliceerd door Francis Walker.

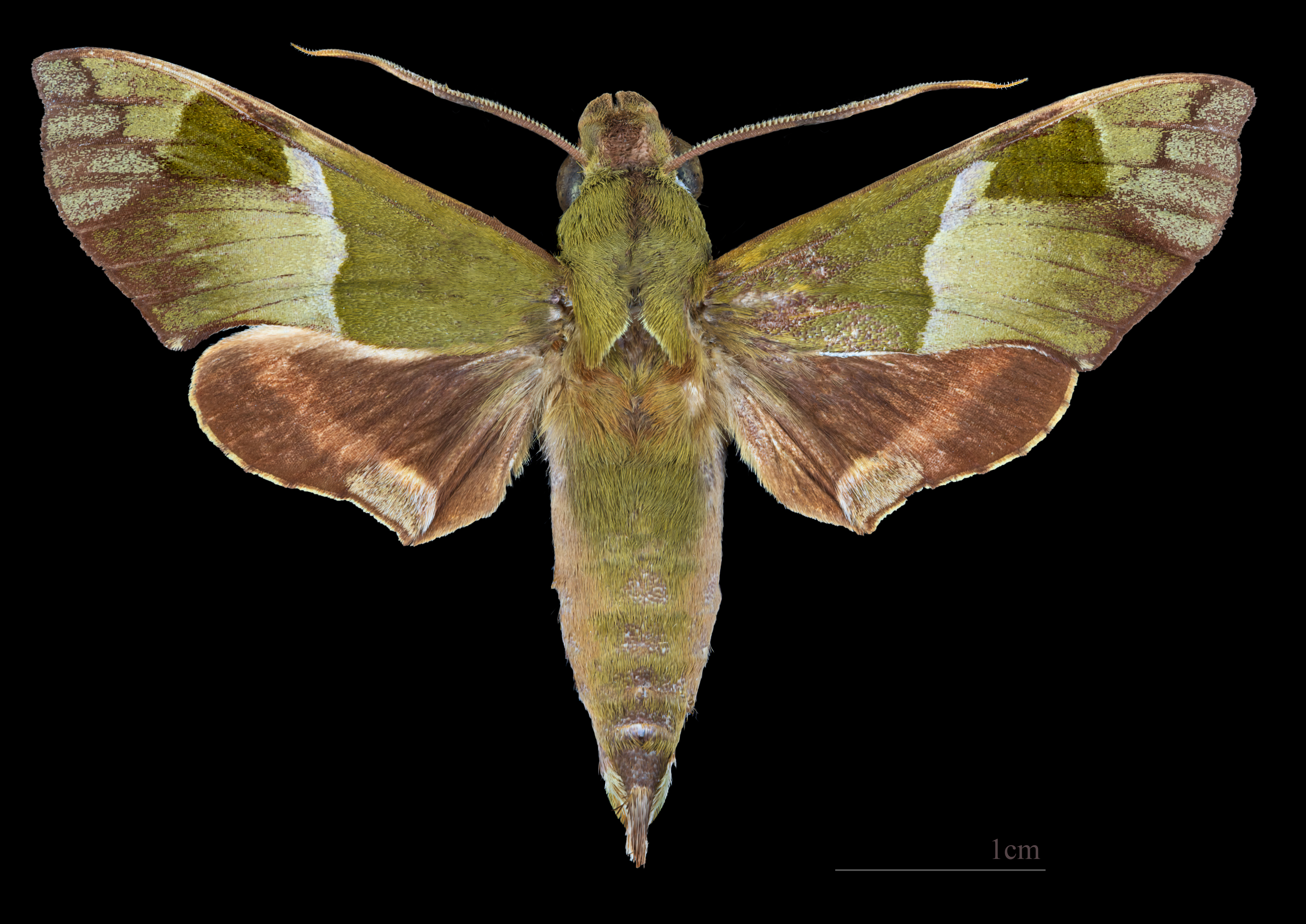
Angonyx testacea ♂
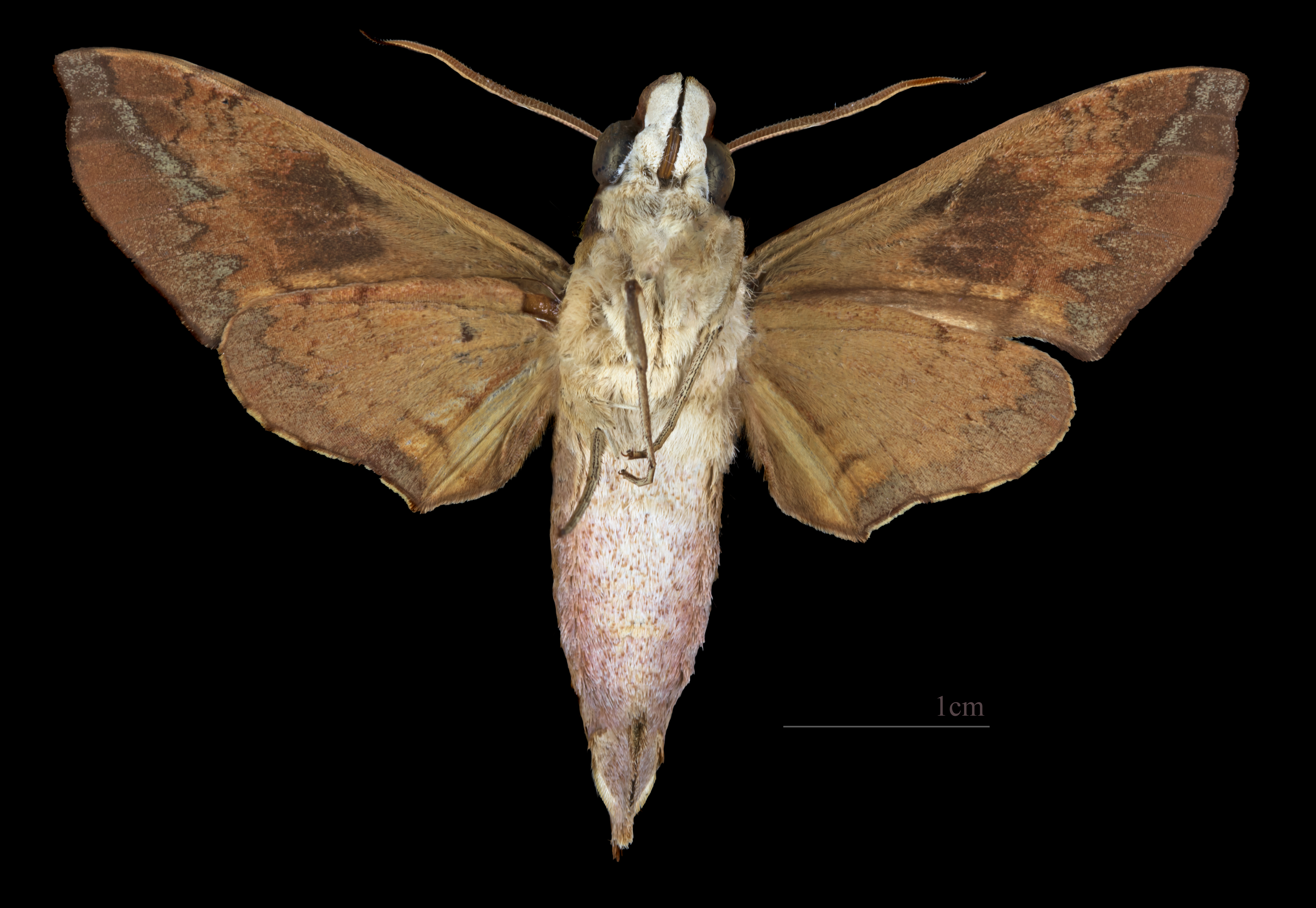
Angonyx testacea ♂  △
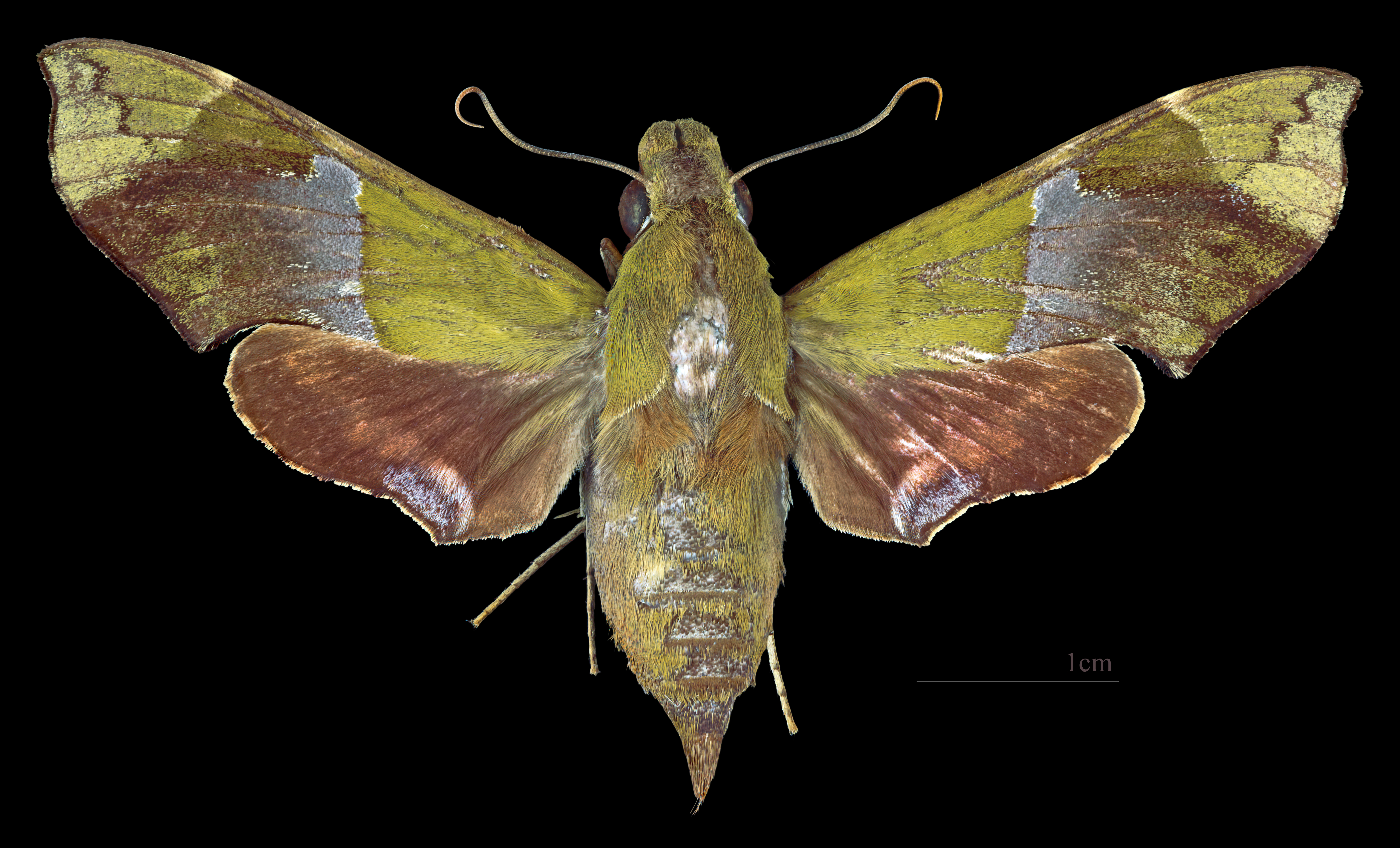
Angonyx testacea  ♀
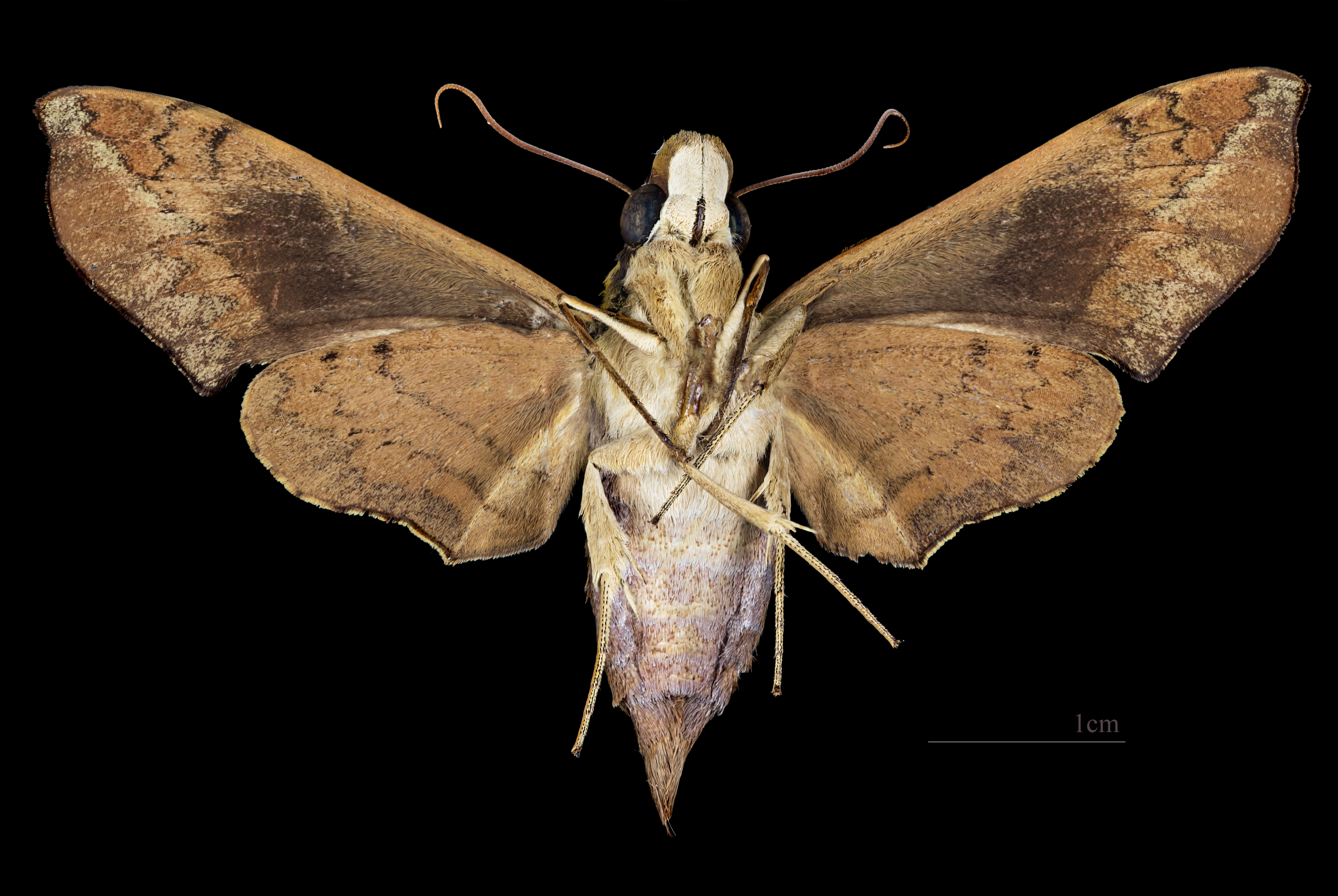
Angonyx testacea  ♀ △